# Ewa Ziółek
Ewa Małgorzata Ziółek (ur. 14 grudnia 1965 w Lublinie) – polska historyk, nauczyciel akademicki, doktor habilitowany nauk humanistycznych. 

## Życiorys
Jest córką historyka Jana Ziółka. Absolwentka historii Katolickiego Uniwersytetu Lubelskiego (1989). Doktorat (Biskupi senatorowie wobec reform Sejmu Czteroletniego) i habilitacja tamże. Zatrudniona na KUL od 1990 roku. Obecnie jest pracownikiem Katedry Historii XIX wieku w Instytucie Historii Katolickiego Uniwersytetu Lubelskiego Jana Pawła II. Zajmuje się historią ziem polskich w XIX wieku: powstania narodowe, epopeja napoleońska, duchowieństwo polskie przełomu XVIII i XIX w. ziemiaństwo polskie w XIX w. 

## Wybrane publikacje
- (redakcja) Ojczyzna i wolność: prace ofiarowane Profesorowi Janowi Ziółkowi w siedemdziesiątą rocznicę urodzin, red. Anna Barańska, Witold Matwiejczyk, Ewa M. Ziółek, Lublin: TNKUL 2000.
- Biskupi senatorowie wobec reform Sejmu Czteroletniego, Lublin: TNKUL 2002.
- (redakcja) Koło Naukowe Historyków Studentów KUL 1919-2004: księga jubileuszowa, red. Ewa M. Ziółek, Lublin: Towarzystwo Naukowe Katolickiego Uniwersytetu Lubelskiego 2004.
- (redakcja) Mowa Hieronima Stroynowskiego kanonika kijowskiego o Konstytucyi Rządu ustanowionej dnia trzeciego i piątego maja r. 1791, czytana na posiedzeniu publicznym Szkoły Głównej W. X. Lit. dnia pierwszego lipca r. 1791, do druku przygotowała i wstępem poprzedziła Ewa M. Ziółek, Lublin: Towarzystwo Naukowe Katolickiego Uniwersytetu Lubelskiego Jana Pawła II 2009.
- Między tronem i ołtarzem: Kościół i państwo w Księstwie Warszawskim, Lublin: Towarzystwo Naukowe Katolickiego Uniwersytetu Lubelskiego Jana Pawła II 2012.